# Ulis Williams
Ulis Williams   (Hollandale, 24 d'octubre de 1941) és un atleta estatunidenc, ja retirat, especialista en curses de velocitat, que va competir durant les dècades de 1950 i 1960.
El 1964 va prendre part en els Jocs Olímpics d'Estiu de Tòquio, on va disputar dues proves del programa d'atletisme. En els 4×400 metres, formant equip amb Ollan Cassell, Michael Larrabee i Henry Carr, va guanyar la medalla d'or, mentre en els 400 metres fou cinquè.
En el seu palmarès també destaquen els campionats de l'AAU de les 440 iardes el 1962 i el 1963 i el de la NCAA en 440 iardes el 1963 i en els 400 metres el 1964. El 1962 va ser escollit atleta universitari de l'any. Una vegada retirat va exercir de professor universitari i degà associat al Compton College.

## Millors marques
- 400 metres. 45.00" (1964)[4][5]